# Calliostoma carcellesi
Calliostoma carcellesi är en snäckart som beskrevs av Clench och Carlos Guillermo Aguayo 1940. Calliostoma carcellesi ingår i släktet Calliostoma och familjen Calliostomatidae. Inga underarter finns listade i Catalogue of Life.